# Basilissa i Anastàsia de Roma
Basilissa i Anastàsia (Roma, mitjan segle I - 68) eren dues joves romanes, convertides al cristianisme i màrtirs. Són venerades com a santes a tota la cristiandat.

## Biografia
La tradició cristiana diu que eren dues nobles dones romanes i que es van convertir al cristianisme gràcies a la predicació dels sants Pere apòstol i Pau de Tars. Després que aquests patissin martiri i fossin morts a Roma l'any 67, Basilissa i Anastàsia van anar a cercar els seus cossos i els van enterrar en secret una nit.
Les autoritats romanes van descobrir que eren elles les que havien enterrat els cossos dels apòstols i les empresonaren, posant-les sota la jurisdicció del tribunal de Neró. Cap de les dues va voler abjurar de la fe cristiana i foren torturades i, finalment, gitades a la foguera; la intervenció divina les salvà i continuaren proclamant la seva fe fins que l'emperador ordenà d'arrancant-los la llengua i que fossin decapitades.

## Veneració
Les seves relíquies es conserven a Santa Maria della Pace de Roma. L'Església Catòlica en celebra la festa el 15 d'abril.

### Tradició de Basilissa i Anastàsia de Xàtiva
La falsa crònica de Luci Flavi Dextre, en realitat obra del final del segle xvi, deia, sense cap fonament històric, que les dues santes eren naturals de Xàtiva:
| « | Sanctæ fæminæ, Virgines, Basilissa & Anastasia, Hispanæ, ex Urbe Setabi in Edetanis, sequutæ sunt S. Apostolum Paulum | » |

El capítol i el poble de Xàtiva van creure que la invenció era veritat i van formalitzar el culte a la ciutat, considerant-les com a santes patrones i diferenciant-les de les santes romanes autèntiques, tot i que es mantingué la celebració litúrgica el mateix dia. L'ermita de les Santes de l'Albacar, a Xàtiva, els és dedicada.
La llegenda elaborada al voltant de les llegendàries santes les fa nascudes a Xàtiva en una família de sastres, raó per la qual, a Xàtiva eren patrones d'aquest gremi. La predicació a Hispània de sant Pau de Tars, que hauria arribat a Saetabis, va fer que es convertissin al cristianisme. Van a Roma i allí la llegenda es confon amb la de les santes romanes: són deixebles dels dos apòstols i els sebolleixen a la seva mort.